# Урахоро

42°48′32″ пн. ш. 143°39′31″ сх. д. / 42.80889° пн. ш. 143.65861° сх. д.
Урахоро́ (яп. 浦幌町, うらほろちょう, МФА: [uɾahoɾo t͡ɕoː]) — містечко в Японії, в повіті Токаті округу Токаті префектури Хоккайдо. Станом на 1 жовтня 2008 року площа містечка становила 729,64 км². Станом на 31 березня 2017 населення містечка становило 4946 осіб.

## Місцевості
- Айуші (яп. 愛牛, あいうし) - село новітнього періоду[4][5].